# تاريخ جنوب إفريقيا
يُعتقد أن أول ظهور لمجموعات الإنسان الحديث التي سكنت جنوب أفريقيا يعود إلى أكثر من 100000 عام. قُسّمت حقبة ما قبل التاريخ في جنوب أفريقيا إلى مرحلتين استنادًا إلى أنماط شاملة من التقنيات إلى العصر الحجري والعصر الحديدي. بعد اكتشاف أشباه البشر في تونغ وأحافير الأسترالوبيسثين في كهوف من الحجر الجيري في ستيركفونتاين وسوارتكرانس وكرومدراي، صُنّفت هذه المناطق مجتمعة على أنها أحد مواقع التراث العالمي. يُشار إلى السكان الأوائل في جنوب أفريقيا مجتمعين بأسماء الكويسان وخوي خوي والسان كلّ على حدة. هُجّرت هذه المجموعات أو استُوعبت في بعض الأحيان من قبل الأفارقة المهاجرين (بانتوس) أثناء توسع البانتو من غرب ووسط أفريقيا. بينما حافظ البعض على تفرّدهم، جُمِع الآخرون في فئة تُعرف باسم الملونين، وهي مجموعة عرقية متعددة الأعراق تضم أفرادًا من أصل مشترك من مجموعتين أو أكثر من هذه المجموعات: الكويسان، والبانتو، والإنجليز، والأفريقان، والأسترونيزيين، والشرق آسيويين، والجنوب آسيويين. بدأ الاستكشاف الأوروبي للساحل الأفريقي في القرن الثالث عشر عندما أخذت البرتغال على عاتقها مهمة اكتشاف طريق بديل لطريق الحرير يؤدي إلى الصين. سافر المستكشفون البرتغاليون في القرنين الرابع عشر والخامس عشر على امتداد ساحل غرب أفريقيا، حيث أوردوا تفاصيل المنطقة وأعدّوا خرائط للخط الساحلي، والتفّوا في عام 1488 حول رأس الرجاء الصالح. أنشأت شركة الهند الشرقية الهولندية مركزًا تجاريًا في كيب تاون تحت قيادة يان فان ريبيك في عام 1652، وعُرف العمال الأوروبيون الذين استقروا في كيب باسم السكان الأحرار، وقد أسسوا بدورهم المزارع تدريجيًا في مستعمرة كيب الهولندية.
في أعقاب غزو مستعمرة كيب في عامي 1795 و1806، حدثت هجرات جماعية تُعرف مجتمعة باسم الرحلة العظيمة التي أسس الفورتريكرز خلالها عدة مستوطنات بويرية في المناطق الداخلية من جنوب أفريقيا. كان لاكتشافات الماس والذهب في القرن التاسع عشر تأثير عميق على ثروات المنطقة، إذ سلّطت الضوء على جنوب أفريقيا عالميًا وعبّدت الطريق أمام الاقتصاد المقتصر على الزراعة للانتقال نحو التصنيع وتطوير البنية التحتية الحضرية. أدت هذه الاكتشافات أيضًا إلى صراعات جديدة بلغت ذروتها في حرب مفتوحة بين مستوطني البوير والإمبراطورية البريطانية، إذ تمحور النزاع بينهم في المقام الأول حول السيطرة على الصناعة التعدينية الناشئة في جنوب أفريقيا.
بعد هزيمة البوير في الحرب الأنجلو بويرية أو ما يُعرف بحرب جنوب أفريقيا (1899-1902)، أُقيم اتحاد جنوب أفريقيا بصفة دومنيون متمتع بالحكم الذاتي تابع للإمبراطورية البريطانية في 31 مايو 1910 وفقًا لقانون جنوب أفريقيا لعام 1909، الذي دمج المستعمرات البريطانية الأربعة المنفصلة سابقًا: مستعمرة كيب، ومستعمرة ناتال، ومستعمرة ترانسفال، ومستعمرة النهر البرتقالي. أصبحت البلاد دولة قومية ذات سيادة كاملة داخل الإمبراطورية البريطانية في عام 1934 بعد سن قانون حالة الاتحاد. انتهى الحكم الملكي في 31 مايو 1961، وحل محله نظام جمهوري إثر استفتاء عام 1960 أضفى الشرعية على البلاد لتغدو جمهورية جنوب أفريقيا.
هيمنت القومية الأفريقانية على الجانب السياسي في جنوب أفريقيا من 1948 إلى 1994. ساد الفصل العنصري وحكمت الأقلية البيضاء عام 1948 فيما عُرف رسميًا باسم أبارتايد، وهي كلمة أفريقية تعني «الانفصال». حقق المؤتمر الوطني الأفريقي (ANC) انتصارًا في أول انتخابات ديمقراطية في البلاد في 27 أبريل 1994، بعد عقود من الكفاح المسلح والإرهاب والمعارضة الدولية للأبارتايد، ومنذ ذلك التاريخ، حكم المؤتمر الوطني الأفريقي جنوب أفريقيا، متحالفًا مع الحزب الشيوعي الجنوب أفريقي ومؤتمر النقابات العمالية في جنوب أفريقيا.

## التاريخ المبكر (قبل 1652)

### عصور ما قبل التاريخ
أثبت العلماء الباحثون في الفترات التي سبقت إعداد سجلات تاريخية مكتوبة أن المنطقة المشار إليها الآن عمومًا باسم جنوب أفريقيا قد كانت أحد المراكز المهمة للتطور البشري. استوطنها الأسترالوبيثسين منذ 2.5 مليون سنة على الأقل. ظهرت مستوطنة بشرية حديثة منذ ما يقارب 125000 عام في العصر الحجري الأوسط، وهذا ما أكدته الاكتشافات الأثرية في كهوف نهر كلاسيس. قُرنَت بدايات الاستيطان البشري بإحدى مجموعات الحمض النووي التي يعود أصلها إلى المنطقة الشمالية الغربية من جنوب أفريقيا والتي ما تزال منتشرة بين شعوب الكويسان الأصلية (خوي وسان). سكنت شعوب البانتو التي هاجرت من المنطقة الغربية في وسط أفريقيا خلال القرون الميلادية الأولى جنوب أفريقيا لاحقًا.
اكتشف البروفيسور رايموند دارت في كهف بلومبوس أحفورة جمجمة طفل تونغ يعود تاريخها إلى 2.51 مليون عام في سنة 1924، وهي أول مثال على نوع الأوسترالوبيثيكوس الأفريقي على الإطلاق. على خطى دارت، اكتشف روبرت بروم أحد القردة العليا الأكثر قوة الذي يُعرف ببارأنثروبوس روبوستوس في عام 1938 في كرومدراي، واكتشف في عام 1947 العديد من الأمثلة الأخرى على الأوسترالوبيثيكوس الأفريقي في كهوف ستيركفونتاين. اكتُشفت إثر أبحاث إضافية في كهف بلومبوس في عام 2002، حجارة ذات نقوش شبكية أو خطية متقاطعة، يرجع تاريخها إلى نحو 70000 سنة. هذا ما فُسّر على أنه أحد أبكر الأمثلة المكتشفة على الإطلاق للفن التجريدي أو الفن الرمزي التي أنتجها الإنسان العاقل.
ظهرت العديد من الأنواع الأخرى من أوائل القردة العليا في العقود الأخيرة. يُعتبر «ليتل فوت» أقدمها، وهو مجموعة من عظام القدم لأحد القردة العليا غير المعروفة يتراوح عمرها بين 2.2 و3.3 مليون عام، اكتشفه رونالد كلارك في ستيركفونتاين. مثّل اكتشاف أوسترالوبيثكس سيديبا، الذي يعود تاريخه إلى 1.9 مليون عام، أحد آخر الاكتشافات المهمة في عام 2008. في عام 2015، أُعلن عن اكتشاف نوع غير معروف سابقًا من الهومو بالقرب من جوهانسبرغ، أطلق عليه اسم هومو ناليدي. وُصف هذا الاكتشاف بأنه أحد أهم الاكتشافات الحفرية في العصر الحديث.

### السان والخوي خوي
يُعتقد أن قبائل السان والخوي خوي الأصلية تنحدر من العصر الحجري القديم الأوسط. يتزامن استيطان جنوب أفريقيا من قبل أسلاف الكويسان مع بداية تشتت شعوب الإنسان العاقل كافةً، وهذا ما يرتبط من ناحية العلوم الوراثية مع ما يوصف في المصطلحات العلمية على أنه الهابلوغروب إل 0 الأمومية (الحمض النووي المتقدري) والهابلوغروب إيه الأبوية (الحمض النووي للصبغي واي)، مع تتبع منشئها إلى منطقة شمال غرب جنوب أفريقيا.
تُصنف قبائل السان والخوي خوي تحت مصطلح الكويسان، ويمكن التفريق بينها أساسًا عن طريق مهن كل منهما فقط. في حين امتهن السان الصيد وجمع الثمار، كان الخوي خوي مزارعين رعويين. ما يزال المنشأ الأولي للخوي خوي غير مؤكد.
تشير الاكتشافات الأثرية لعظام الماشية في شبه جزيرة كيب إلى أن الخوي خوي قد بدأوا في الاستقرار هناك قبل حوالي 2000 عام. في أواخر القرن الخامس عشر وأوائل القرن السادس عشر، واجه البحارة البرتغاليون، الذين كانوا أول الواصلين الأوروبيين إلى الرأس، قبائل خوي خوي الزراعية الرعوية مع ماشيتهم. في وقت لاحق، قدّم البحارة الإنجليز والهولنديون في أواخر القرنين السادس عشر والسابع عشر المعادن في عملية مقايضة مع الخوي خوي الذين قدموا بدورهم الماشية والأغنام. عرضت وجهة النظر التقليدية توافر الماشية باعتبارها أحد الأسباب وراء قيام شركة الهند الشرقية الهولندية في منتصف القرن السابع عشر بإنشاء نقطة انطلاق في موقع مدينة كيب تاون الساحلية الحالي.
أدى إنشاء شركة الهند الشرقية الهولندية نقطة انطلاق في الرأس عام 1652 إلى إدخال خوي خوي في صراع مع المستوطنين الهولنديين حول ملكية الأراضي. تلا ذلك أعمال سرقة الماشية، مع طرد الخوي خوي في نهاية المطاف من شبه الجزيرة بالقوة بعد سلسلة من الحروب. اندلعت أول الحروب بين الخوي خوي والهولنديين عام 1659، بينما اندلعت الثانية في 1673، والثالثة في 1674-1677. بحلول وقت هزيمتهم وطردهم من شبه جزيرة كيب والمناطق المحيطة بها، فتك وباء الجدري بسكان الخوي خوي، الذين لم يمتلكوا أي مقاومة طبيعية أو أدوية محلية ضد هذا الوباء. نُقل المرض إلى الرأس بواسطة البحارة الهولنديين.

### شعب البانتو
كان توسع شعب البانتو أحد الحركات الديموغرافية الرئيسية في عصور ما قبل التاريخ البشرية، فقد اجتاحوا مساحات واسعة من القارة الأفريقية خلال الألفين الثاني والأول قبل الميلاد. وصلت المجتمعات الناطقة بالبانتو إلى جنوب أفريقيا من حوض الكونغو في القرن الرابع قبل الميلاد. أجبر تقدم البانتو على أراضي الخويخوي السكان الأصليين للمنطقة على الانتقال إلى مناطق أكثر جفافًا. فضلت بعض المجموعات السلفية لشعوب غوني الحالية (الزولو، والكزوسا والسوازي والنديدبيلي) العيش بالقرب من الساحل الشرقي لما يعرف اليوم بجنوب أفريقيا. استقر آخرون (معروفون الآن باسم شعوب سوتو-تسوانا وهم تسوانا، وبيدي، وسوتو) في المناطق الداخلية على الهضبة المعروفة باسم هايفيلد، بينما أقامت شعوب الفندا اليوم، ولمبا، وتسونجا منازلهم في شمال المناطق الشرقية من جنوب أفريقيا الحالية.
كانت مملكة مابونغوبوي، القريبة من الحدود الشمالية لجنوب أفريقيا الحالية، والتي تقع عند التقاء نهري ليمبوبو وشاش المتاخمين لزيمبابوي وبوتسوانا حاليًا، أول مملكة أصلية في جنوب أفريقيا بين عامي 900 و1300 بعد الميلاد. تطورت لتصبح أكبر مملكة في شبه القارة قبل أن تنهار نتيجة التغيرات المناخية في القرن الرابع عشر. ابتكر السميثيون أدوات من الحديد والنحاس والذهب للاستخدام الزخرفي المحلي وللتجارة الخارجية. سيطرت المملكة على التجارة عبر موانئ شرق أفريقيا إلى شبه الجزيرة العربية والهند والصين، وفي جميع أنحاء جنوب أفريقيا، مما جعلها ثرية من خلال تبادل الذهب والعاج مع الخزف الصيني والخرز الزجاجي الفارسي.
ما تزال تفاصيل الاتصال بين متحدثي البانتو ومجموعة خويسان العرقية الأصلية غير خاضعة للبحث بشكل كبير، على الرغم من وجود دليل لغوي على الاستيعاب. ويوجد نظريات في العديد من لغات البانتو الجنوبية (خاصة كزوسا وزولو) من ناحية احتوائها على العديد من النقرات الصامتة الخاصة بلغات الخويسان، ولكن احتمالات تطورها بشكل مستقل صالحة أيضًا.

### الاستعمار

#### الدور البرتغالي
كان الملاح البرتغالي بارتولوميو دياس أول أوروبي يستكشف ساحل جنوب أفريقيا في عام 1488، أثناء محاولته اكتشاف طريق تجاري إلى الشرق الأقصى عبر الخليج الجنوبي لجنوب أفريقيا، والذي أطلق عليه اسم كابو داس تورمينتاس، أي خليج العواصف. في نوفمبر 1497، دار أسطول من السفن البرتغالية تحت قيادة الملاح البرتغالي فاسكو دا جاما حول رأس الرجاء الصالح. بحلول 16 ديسمبر، اجتاز الأسطول نهر غريت فيش على الساحل الشرقي لجنوب أفريقيا. أعطى دا جاما اسم ناتال للساحل الذي كان يمر به، وهو ما يعني بالبرتغالية عيد الميلاد. تحرك أسطول دا جاما شمالًا إلى زنجبار وأبحر لاحقًا باتجاه الشرق، ووصل في النهاية إلى الهند وفتح طريق كيب بين أوروبا وآسيا.

## الاستعمار الهولندي (1652-1815)
قررت شركة الهند الشرقية الهولندية (باللغة الهولندية اليوم: Vereenigde Oostindische Compagnie، أو VOC) إنشاء مستوطنة دائمة في كيب في عام 1652. تُعتبر الشركة إحدى أكبر الشركات التجارية الأوروبية التي تبحر في طريق التوابل إلى الشرق، لم تملك الشركة أية نية لاستعمار المنطقة، أرادت فقط إنشاء معسكر قاعدة آمن لتستطيع السفن العابرة أن تأوي إليها، ويحصل منها البحارة الجائعين على الإمدادات الطازجة التي يحتاجونها من اللحوم والفواكه والخضروات لتخزينها من أجل رحلتهم. تحقيقا لهذه الغاية، وصلت بعثة صغيرة من السفن التابعة لشركة الهند الشرقية الهولندية بقيادة يان فان ريبيك إلى تيبل باي في 6 أبريل 1652.
استقرت الشركة في كيب لتزويد السفن التجارية الخاصة بهم. توقف الخويخوي عن التجارة مع الهولنديين، واضطرت الشركة إلى استيراد مزارعين هولنديين لإنشاء مزارع لتزويد السفن العابرة وتزويد معسكر شركة الهند الشرقية الهولندية بما تحتاجه. ازداد عدد المجموعة الأولية الصغيرة من البرغر (هكذا كان يُسمى هؤلاء المزارعون) باطراد وبدأوا في توسيع مزارعهم شمالًا وشرقًا في أراضي الخويخوي. كان البرغر الأحرار من جنود معسكر الشركة السابقين والبستانيين الذين لم يتمكنوا من العودة إلى هولندا عندما انتهت عقودهم مع الشركة. أحضرت الشركة أيضًا حوالي 71000 عبد إلى كيب من الهند وإندونيسيا وشرق أفريقيا وموريشيوس ومدغشقر.
كان غالبية سكان البرغر من أصول هولندية وينتمون إلى الكنيسة الإصلاحية الهولندية، ولكن كان هناك أيضًا بعض الألمان، الذين غالبًا ما كانوا لوثريين. في عام 1688، انضم الهوغونوت الفرنسيون إلى الهولنديين والألمان، وهم بروتستانت كالفينيون فروا من الاضطهاد الديني في فرنسا تحت حكم الملك لويس الرابع عشر.
اعتبر فان ريبيك أنه من غير المهذب استعباد السكان الأصليين من الخوي والسان، لذلك بدأت شركة الهند الشرقية الهولندية في استيراد أعداد كبيرة من العبيد من المستعمرات الهولندية في إندونيسيا بشكل أساسي. في النهاية، بدأت الشركة وفان ريبيك بتوقيع عقود مع الخدم الخويخويين والسانيين. أصبح أحفاد المستوطنين الهولنديين والخوي والسان وعبيد الملايو معروفين رسميًا باسم كيب كولوريدس وكيب مالاي على التوالي. استوعبت المنطقة عددًا كبيرًا من نسل البيض والعبيد ضمن السكان الأصليين المحليين الناطقين باللغة الأفريكانية. عادت أصول الأنساب المختلطة عرقيًا لمن يُسمون بـ «بيض» جنوب أفريقيا إلى التزاوج بين الأعراق الذي كان يحدث في كيب بين السكان المحتلين الأوروبيين والعبيد الآسيويين والأفارقة، والخوي والسان الأصلييين، وذريتهم ذات الألوان المتنوعة. كان سيمون فان دير ستيل، أول حاكم للمستوطنة الهولندية، والذي يشتهر بتطويره صناعة النبيذ المربحة في جنوب أفريقيا، من أصل عرقي مختلط هو نفسه.

## الاستعمار البريطاني، جمهوريتا مفكان وبوير (1815-1910)

### البريطانيون في كيب
في عام 1787، قبل الثورة الفرنسية بفترة وجيزة، حاولت عصبة داخل سياسة الجمهورية الهولندية تُعرف باسم الحزب الوطني الإطاحة بنظام الستاتهاودر (أو الحاكم العام) ويليام الخامس. مما أدى إلى فرار الثوريين من البلاد. أعلن ثوار باتريوت بعد ذلك قيام جمهورية باتافيان المتحالفة بشكل وثيق مع فرنسا الثورية. ردًا على ذلك، أصدر الستاتهاودر في إنجلترا مجموعة من الرسائل يأمر الحكام الاستعماريين بالاستسلام للبريطانيين. ثم استولى البريطانيون على كيب في عام 1795 لمنعها من الوقوع في أيدي الفرنسيين. تخلى البريطانيون عن كيب مرة أخرى للهولنديين في عام 1803. في عام 1805، حصل البريطانيون على كيب كجائزة خلال الحروب النابليونية، واستولوا مرة أخرى على كيب من مملكة هولندا التي تسيطر عليها فرنسا والتي حلت محل جمهورية باتافيان.
لم يهتم البريطانيون في البداية كثيرًا بمستعمرة كيب (مثلما فعل الهولنديين من قبلهم)، بخلاف كونها ميناءًا ذو موقع استراتيجي. سمحت قوانين كيب الاستسلامية لعام 1806 للمستعمرة البريطانية بالاحتفاظ «بجميع حقوقها وامتيازاتها التي تمتعت بها حتى الآن» وأدى ذلك إلى إطلاق جنوب أفريقيا في مسار مختلف عن بقية الإمبراطورية البريطانية، وسمح ذلك باستمرارية القانون الروماني الهولندي. اعتُرف بالسيادة البريطانية على المنطقة في مؤتمر فيينا عام 1815، ووافق الهولنديون على دفع 6 ملايين جنيه إسترليني للمستعمرة. ومهمتهم الأولى كانت حظر استخدام اللغة الهولندية في عام 1806 بهدف تحويل المستوطنين الأوروبيين إلى اللغة والثقافة البريطانية. كان لهذا تأثير في إجبار المزيد من المستعمرين الهولنديين على التحرك (أو الارتحال) بعيدًا عن الامتداد الإداري البريطاني. بعد ذلك بوقت طويل، في عام 1820، أقنعت السلطات البريطانية حوالي 5000 مهاجر بريطاني من الطبقة المتوسطة (يعمل معظمهم في التجارة) بمغادرة بريطانيا العظمى. استقر العديد من المستوطنين في عام 1820 في نهاية المطاف في جراهامستاون وبورت إليزابيث.
كانت السياسة البريطانية فيما يتعلق بجنوب أفريقيا متذبذبة خلال الحكومات المتعاقبة، لكن الضرورة الأهم طوال القرن التاسع عشر كانت حماية الطريق التجاري الاستراتيجي إلى الهند مع تكبد أقل قدر ممكن من النفقات داخل المستعمرة. كان هذا الهدف معقدًا بسبب النزاعات الحدودية مع البوير، الذين سرعان ما طوروا نفورًا من السلطة البريطانية.